# Picurís
Picurís, /od Pikuria - those who paint/ maleno pleme Tiwa Indijanaca nastanjeno u istoimenom pueblu u Novom Meksiku na rezervatu Picuris, oko 40 milja sjeverno od Santa Féa. Svoj pueblo osnovali su negdje prije 700 godina, a u novije doba je na njemu preostalo tek 125 ljudi (1980.). Njihov jezik je dijalekt sjevernog tiwa jezika. Srodi su Taosima. 
U prošlosti su Picurísi bili pod utjecajem Španjolaca i Apača. Danas se u pueblu nalazi 200 godina stara crkva San Lorenzo de Picurís, izgrađena od ćerpiča. Desetog dana mjeseca kolovoza održavaju fešte za svetog Lorenca, uključujući ovdje indijanske plesove i jutarnje trke. Glavnina prihoda dolazi im od turizma: ribolov na jezeru Pu-na Lake, većinsko vlasništvo nad hotelom Santa Fe, prodaja rukotvorina, Picuris Pueblo muzej.
Na pueblu Picuris popisom iz 2000 ima čak 1,801 stanovnika, od čega svega stotinjak Picurís Indijanaca. 

## Vanjske poveznice
- Dorothy Everett, The Picuris Pueblo An Unreached People Group in America  Arhivirana inačica izvorne stranice od 27. rujna 2007. (Wayback Machine)